# Buskerud
Buskerud is een provincie van Noorwegen.
Het kreeg zijn naam van de herenboerderij Buskerud oftewel Biskopsrud te Modum (van biskop (bisschop) en Oudnoors ruð (grond gewonnen bijvoorbeeld van de bossen)).Buskerud telt 21 gemeenten (3 stadsgemeenten) en grenst aan Oslo, Vestfold, Telemark, Innlandet, en Vestland. Per 1 januari 2020 gaat Buskerud op in de nieuwe provincie Viken, maar werd op 1 januari 2024 opnieuw opgericht toen de nieuwe provincie werd ontheven. Voor de verkiezingen van het Noorse parlement blijft de oude provincie nog wel bestaan als kiesdistrict.
Deze provincie is bijna helemaal in het binnenland gelegen en is qua natuur zeer gevarieerd, vanaf het lage Hurum bij de Oslofjord tot de hoogvlakte Hardangervidda. In Buskerud zijn de twee lange dalen Hallingdal en Numedal met Sigdal en Eggedal en aanliggende berggebieden die in het noordwesten van de provincie liggen dominant. Aan de Hallingdal ligt de Hallingskarvet een berggebied waarin het hoogste punt van de provincie te vinden is, Foleskarnut (1933 meter). Aan de oostzijde van Buskerud ligt een laaglandbassin met vele meren en stromen. Tyrifjorden en Krøderen zijn de grootste meren. De derde langste rivier van Noorwegen, Numedalslågen, passeert hier onderweg van Vestland waar hij ontspringt naar Vestfold waar hij mondt uit in de Oslofjord.
In het noordwesten zijn de bewoonde gebieden klein en in de dalen gelegen. Hoofdzakelijk rust het levensonderhoud hier op boerenbedrijven (voornamelijk groot- en kleinvee), bosbouw en toerisme en niet de grote energieproductie door de waterkrachtcentrales aan de rivieren Begna en Randselva. Het zwaartepunt met betrekking tot bewoning ligt in het zuidoosten van de provincie. Hier is naast (internationale-)industrie en een uitgebreide dienstverleningssector (vooral in de 3 steden) landbouw (onder meer rond Tyrifjorden en langs de rivier Drammenselva) de hoofdactiviteiten.
Hønefoss is het centrale punt van Ringerike. Te Kongsberg in de Numedal werd zilver gewonnen vanaf de 17e eeuw tot 1957. Verder is sinds 1814 de wapenindustrie gerepresenteerd te Kongsberg, deze industrie bestaat nog steeds (Kongsberg Våpenfabrikk nu genaamd Kongsberg Gruppen). Samen met andere hoogtechnologische bedrijven is Kongsberg Gruppen de hoofdindustrie in deze stad.

## Geschiedenis
Ringerike district is waarschijnlijk het rijk van een van de vele lokale koningen geweest in de Vikingtijd. In de 10e eeuw was Bønsnes thuis voor de latere koningen Olaf Tryggvason en Olaf de Heilige.

## Bestuurlijke indeling

### Dedistrictenvan Buskerud
- Eiker district

Nedre Eiker (Lagere) en Øvre Eiker (Hogere).
- Hallingdalen district

Flå, Gol, Hemsedal, Hol, Nes en Ål.
- Nedre Buskerud (Lagere) district

Drammen, Hurum, Kongsberg, Lier, Modum en Røyken.
- Numedalen district

Flesberg, Rollag en Nore og Uvdal.
- Ringerike district

Hole en Ringerike.
- Niet ingedeeld in een district

Krødsherad en Sigdal
- Steden (stadsrechten): Drammen, (Drammen gemeente (1811)), Kongsberg (Kongsberg gemeente (1624)), Hønefoss (Ringerike gemeente (1852)).

### Gemeenten
Buskerud bestaat uit 21 gemeenten:
| 1. Ål 2. Drammen 3. Flesberg 4. Flå 5. Gol 6. Hemsedal 7. Hol 8. Hole 9. Hurum 10. Kongsberg 11. Krødsherad | 1. Lier 2. Modum 3. Nedre Eiker 4. Nes 5. Nore og Uvdal 6. Øvre Eiker 7. Ringerike 8. Rollag 9. Røyken 10. Sigdal |

Zie ook Lijst van plaatsen in provincie Buskerud (Noorwegen)

## Natuur
- Rivieren: Numedalslågen, Begna, Hallingdalselva, Storelva, Randselva, Drammenselva, Lågen
- Meren: Krøderen, Sperillen, Tyrifjorden, Eikeren, Tunhovdfjorden, Strandavatnet
- Bergen: Folaskarnut (1933 m), Raubergnuten (1818 m), Borgsjøbrotet (1485 m), Gråfjell (1466 m), Høgevard(1459 m), Hallingnatten (1315 m), Storegrønut (1296 m), Nystølsvarden (1295 m), Flesebekkble (1270 m), Gyranfisen (1127 m), Jonsknuten (904 m), Myrhogget (705 m), Breiliflaka (702 m)
- Hoogvlakte: Hardangervidda
- Beschermd natuur in deze provincie: Hardangervidda nationaal park en verder Hardangerjøkulen, Hallingskarvet, Vassfaret
- Fjorden: Drammensfjord
- Vallei Hallingdal

## Verkeer en vervoer

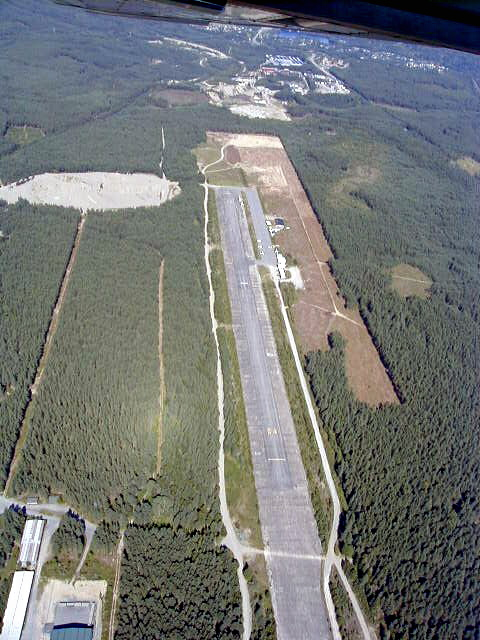
Airstrip in Ringerike

### Wegvervoer
Een deel van de E16 loopt van Hole via Ringerike en Flå tot Nes. De E18 komt langs Lier en Drammen in de provincie Vestfold. De E134 begint in Drammen en loopt tot Haugesund via Kongsberg. Sinds de opening van de Oslofjordtunnel in 2000 heeft de provincie een snelle verbinding met de oostkant van de Oslofjord.

### Spoorwegen
De spoorlijn Drammensbanen komt door de Lieråsen tunnel. Bij Drammen komen de Vestfoldbanen deel van de Bergens- en Sørlandsbanen. Ook is er een verbinding met Hokksund van de Sørlandsbanen tot Kongsberg. De Bergensbanen komt langs Hønefoss en Hallingdal.

## Bekende mensen uit Buskerud
- Halfdan Zwarte Gudrødsson, vader van Harald I
- Olaf II
- Harald III
- Johan Halvorsen, componist
- Christian Sinding, componist
- Christian Skredsvig, kunstschilder
- Sverre Fehn, architect

## Het wapen
Een staande blauwe beer op een zilveren schild. De beer (Ursus arctos) herinnert aan de berenstammen die in Vassfaret en de gebieden eromheen woonden tot het einde van de jaren 1970, de blauwe kleur aan de kobalt die gewonnen en geëxporteerd werd door het Blaafarveværket (Blauwe-kleur fabriek) te Modum in de tijd rondom 1830. Het zilveren schild staat voor de grote rijkdom die de zilvermijnen te Kongsberg brachten, tussen 1623 en 1957 werd volgens officiële bronnen ongeveer 1350.000 kg zilvererts gewonnen.

## De provinciale bloem

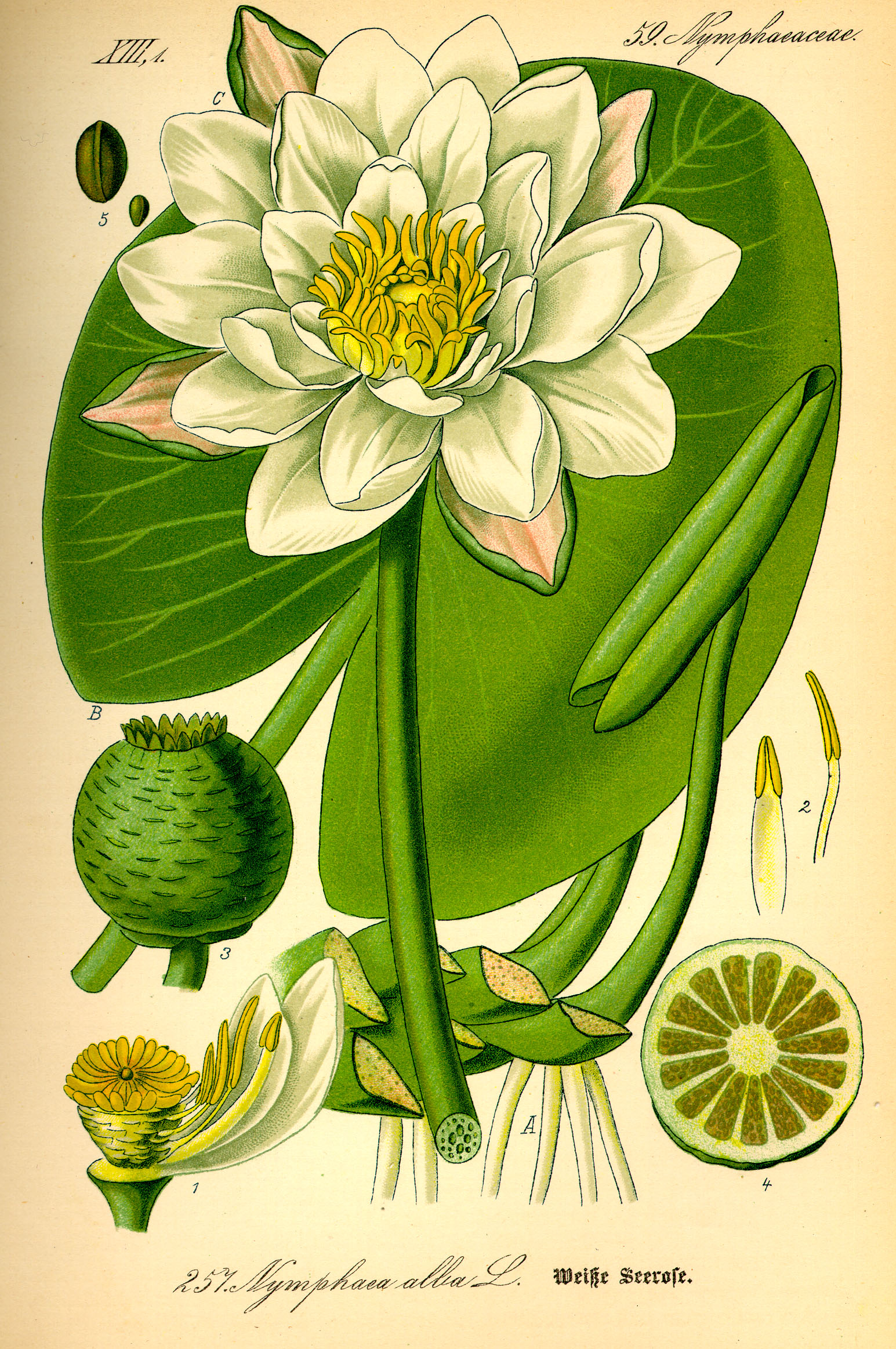
Provinciebloem Buskerud

Witte Waterlelie (Nymphaea alba), in het Noors Stor nøkkerose, is sinds 13 december 1989 een van de symbolen van Buskerud. Het is de grootste bloem van Noorwegen. Er is geen historische achtergrond hiervoor, anders dat in 1987 professor Olav Gjærevoll (toenmalig leider van de Noorse Botanische Vereniging) initiatief nam om dit te reguleren voor alle provincies. Over het algemeen werden er bloemen/planten gekozen die typisch (of uniek) zijn voor hun provincie.